# Stellberg (Schönbuch)
Der Stellberg ist eine 580,33 m ü. NN hohe Erhebung im Westen des Schönbuchs. Der Aussichtspunkt liegt nahe Herrenberg im baden-württembergischen Landkreis Böblingen.
Nach Auffüllung und Rekultivierung des zuvor als Mülldeponie genutzten Steinbruchs ist der Stellberg nach dem Bromberg (582,6 m) die zweithöchste Erhebung des Schönbuchs und bietet insbesondere nach Westen und Norden eine freie Sicht über das Gäu. Von September 2017 bis Juni 2018 wurde auf dem Stellberg der Schönbuchturm errichtet. Dieser 35 Meter hohe Aussichtsturm verfügt über drei Plattformen und ist öffentlich zugänglich.

## Geographie
Der Stellberg erhebt sich am westlichen Schönbuchtrauf, im Herrenberger Forst und im Naturpark Schönbuch. Das Hochplateau seiner künstlich geschaffenen Kuppe liegt etwa 3 km nordöstlich von Herrenberg und etwa 5 km südwestlich von Hildrizhausen. Nordöstlich der Erhebung befindet sich der Kalte Brunnen, dessen Wasser durch den Kaltenbrunn zum Krebsbach fließt.
Der Stellberg gehört in der naturräumlichen Haupteinheitengruppe Schwäbisches Keuper-Lias-Land (Nr. 10), in der Haupteinheit Schönbuch und Glemswald (104) und in der Untereinheit Schönbuch (104.1) zum Naturraum Südlicher Schönbuch (104.12). Der Stellberg befindet sich innerhalb des Landschaftsschutzgebiets (LSG) Schönbuch (CDDA-Nr. 324243).

## Geschichte

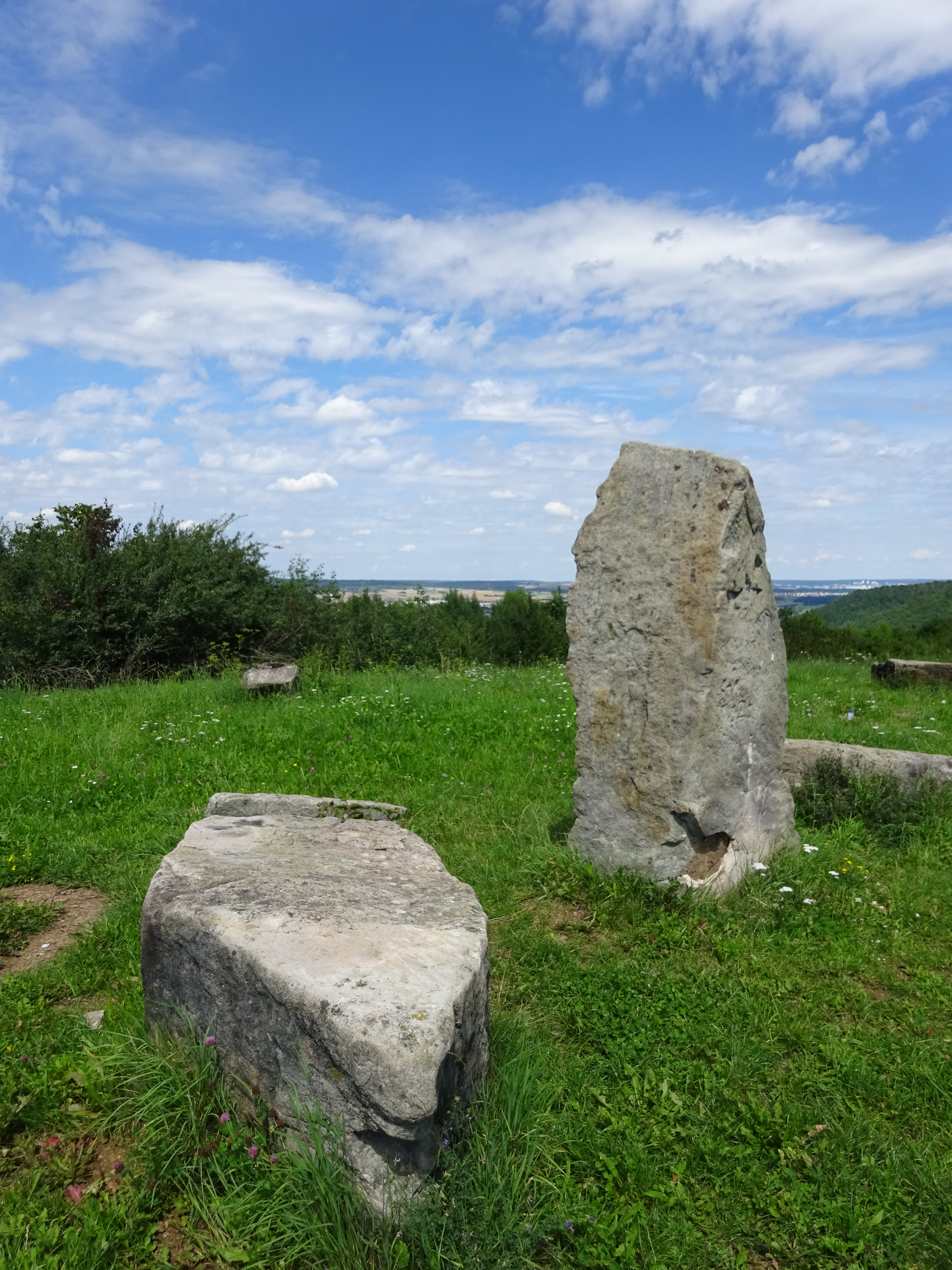
Hochplateau des Stellbergs vor dem Bau des Aussichtsturms

Am Ort des Stellbergs befand sich früher ein Sandsteinbruch, der etwa ab den 1950er-Jahren als Mülldeponie genutzt wurde. Ab Mitte der 1970er-Jahre wurde diese mit Erde verfüllt. In den 1990er-Jahren wurde mit Rekultivierungsmaßnahmen begonnen. Zu deren Abschluss wurden auf dem entstandenen Hochplateau als Sitzgelegenheit nutzbare Steine platziert, die so angeordnet wurden, dass sie an eine steinzeitliche Kultstätte erinnern. Durch landschaftspflegerische Maßnahmen wurde sichergestellt, dass der Stellberg als Aussichtspunkt nutzbar blieb.

## Erschließung
Unmittelbar südlich vorbei am einstigen Steinbruch des Stellbergs führt von Herrenberg nach Hildrizhausen die Landesstraße 1184. Die Straße überquert westlich des Stellbergs den Schönbuchtunnel der Bundesautobahn 81. Nördlich und westlich des Stellbergs verlaufen der Martinusweg und der Schwarzwald-Schwäbische Alb-Allgäu-Weg (HW 5).
Etwa 500 Meter westlich des Stellbergs befindet sich das Naturfreundehaus der Ortsgruppe Herrenberg. Etwas südlich davon liegt jenseits der L 1184 der Waldfriedhof Herrenberg. Es gibt dort Wandererparkplätze. Im Rahmen der Baumaßnahmen für den Schönbuchturm auf dem Stellberg wurde von dort ein Zugangsweg angelegt, über den der Aussichtsturm in wenigen Minuten erreicht werden kann. Beiderseits des Weges stehen sieben Informationstafeln mit Schlagworten zu den Eigenschaften des Turms und dazu passenden Erklärungen sowie eine Tafel mit Zahlen und Fakten zum Turm.